# Camptoptera angustipennis
Camptoptera angustipennis är en stekelart som beskrevs av Dmitriy Alekseevich Ogloblin 1947. Camptoptera angustipennis ingår i släktet Camptoptera och familjen dvärgsteklar. Inga underarter finns listade.